# مارغريت هولينغسوررث
مارغريت هولينغسوررث (بالإنجليزية: Margaret Hollingsworth)‏ (1942، شفيلد في المملكة المتحدة)؛ كاتِبة وروائية كندية.